# Hughes H-4 Hercules
Pour les articles homonymes, voir Hughes.
Dimensions
Le Hughes H-4 Hercules est un hydravion à coque surdimensionné construit aux États-Unis au milieu des années 1940. Avec 97,54 mètres, c'est le second plus grand avion du monde en envergure après le Stratolaunch (117 mètres), mais il reste le premier pour la hauteur. L'Antonov 225 et l'Airbus A380 le surpassent en masse et en longueur mais au total il est le plus grand avion jamais construit. 
C'est également l'avion le plus célèbre de Hughes Aircraft. Presque entièrement en bois, il fut baptisé « Spruce Goose » (en français : « l'oie en épicéa ») par ses critiques, terme détesté par Howard Hughes,. 
Avec un seul vol d'une minute environ, l'avion est exposé au Evergreen Aviation & Space Museum depuis 1992.

## Historique

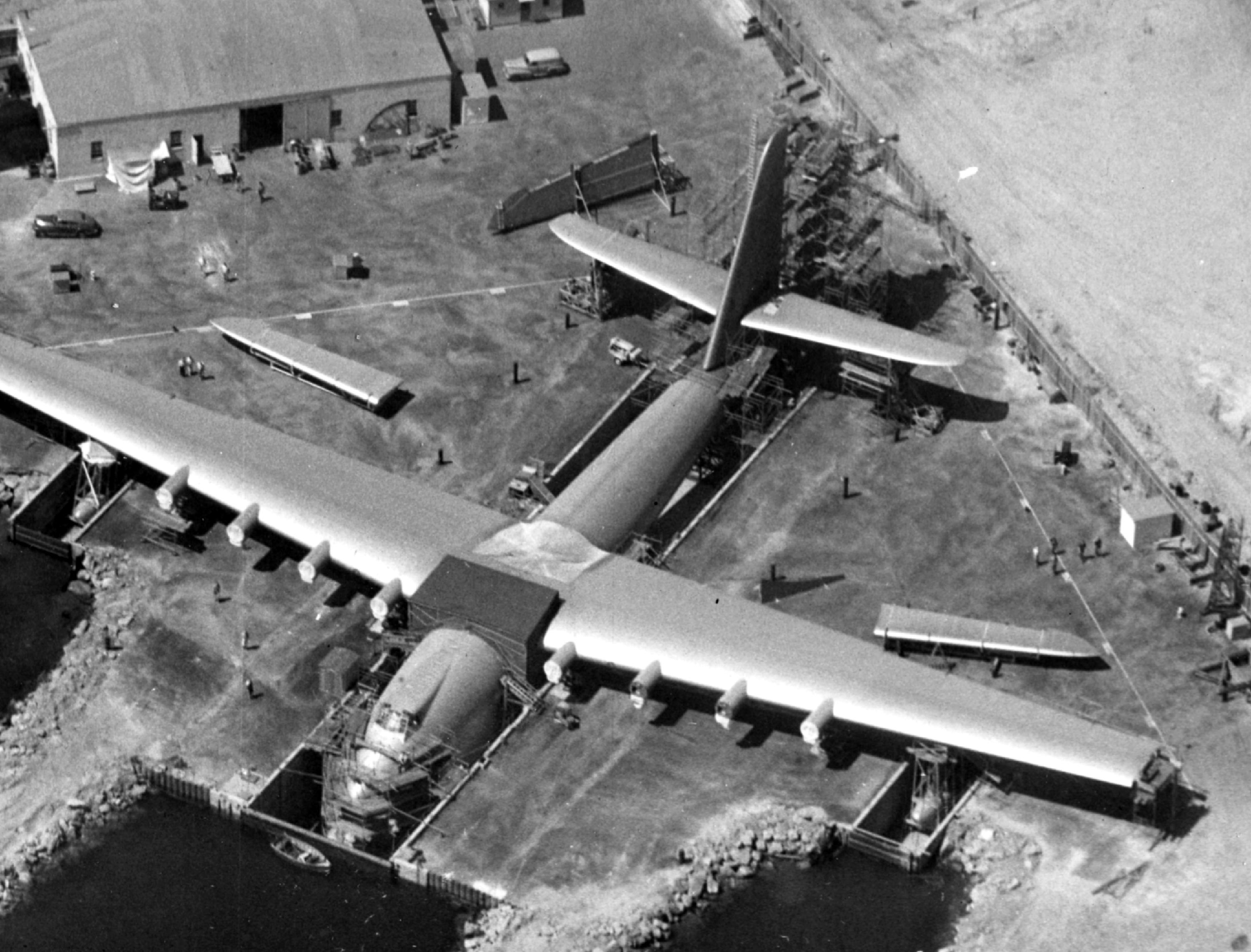
La construction du Hercules

En 1942, l'idée d'une flotte de tels avions a été lancée par le constructeur de navires Henry J. Kaiser dont les Liberty ships sont alors devenus la cible des sous-marins allemands. Intéressé par le projet, le président américain Franklin D. Roosevelt demande à Donald Douglas de construire ces bateaux volants pour le transport militaire : Douglas considère ce projet irréalisable. Kaiser insiste et persuade Howard Hughes, un milliardaire aviateur et passionné d'aéronautique, de devenir son associé. Kaiser qui est capable de construire très rapidement des navires, pense qu'un tel avion peut être construit en dix mois (soit bien plus vite que le temps normal pour un avion classique). Après un an, Kaiser perd son intérêt pour le projet et s'en retire. Hughes poursuit seul.
Terminé en 1947, le H-4 Hercules ne vole qu'une seule fois, le 2 novembre de la même année, à Long Beach en Californie. Il grimpe à 70 pieds (21 mètres) et reste en l'air environ une minute, en parcourant un mille (1 600 mètres) à la vitesse maximale de 80 mph (129 km/h). Selon certains avis, son unique vol à faible hauteur n'aurait été possible que grâce à l'effet de sol et l'avion aurait été sous-motorisé pour s'élever plus haut, mais Hughes affirme qu'il n'a utilisé que 2 200 ch de chaque moteur pour décoller, et 1 200 ch une fois en l'air.
À l'été 1947, un comité spécial formé par le Sénat des États-Unis ouvre une enquête sur l'usage des fonds publics alloués à Hughes Aircraft, notamment sur le projet du H-4 Hercules. La guerre est terminée, le besoin d'un tel avion de transport de troupes s'est évanoui et le projet est abandonné. Le gouvernement américain a dépensé 22 millions de dollars sur le projet et Hughes 18 millions de ses propres fonds, une véritable fortune pour l'époque.

## Caractéristiques

Le H-4 Hercules comparé à d'autres avions :
Hughes H-4 Hercules
Antonov An-225
Boeing 747-8
Airbus A380-800
Stratolaunch

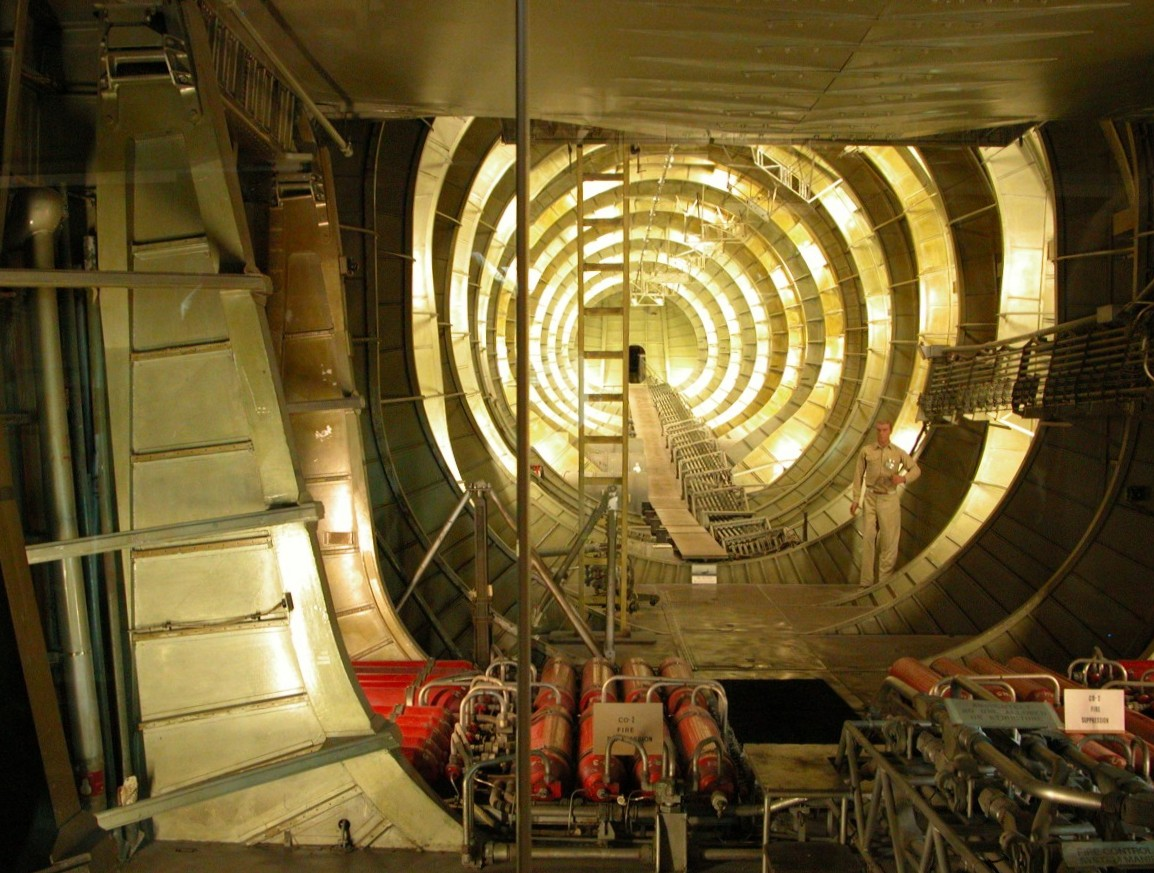
Vue intérieure du fuselage de l'H-4 Hercules

Avec une longueur de 67 mètres, 97,54 mètres d'envergure, le record de la plus grande envergure au monde, et une hauteur de 24 mètres, le H-4 Hercules est l'un des plus grands avions jamais construits. Son fuselage a une hauteur de 9,1 mètres à sa section la plus haute.
Les métaux étant alors réservés à l'effort de guerre, il est entièrement constitué de bois stratifié, principalement du bouleau (procédé Duramold), et la majeure partie de la carlingue et des surfaces portantes à l'exception des volets est entoilée, ce qui nécessite un système d'extincteurs de pointe imaginé par Howard Hughes lui-même[réf. nécessaire]. Ses hélices ont un diamètre de 5,23 mètres et il peut embarquer 43,5 tonnes, soit 52 996 litres, de carburant.
L'Antonov An-225 le dépasse par sa longueur et la quantité de fret qu'il peut transporter. L'Airbus A380, surclassé par l'An-225 en longueur et en masse au décollage, dépasse le H-4 en longueur et en quantité de fret. L'An-225 et le Hughes H-4 Hercules ont été construits en un unique exemplaire chacun.

## De nos jours

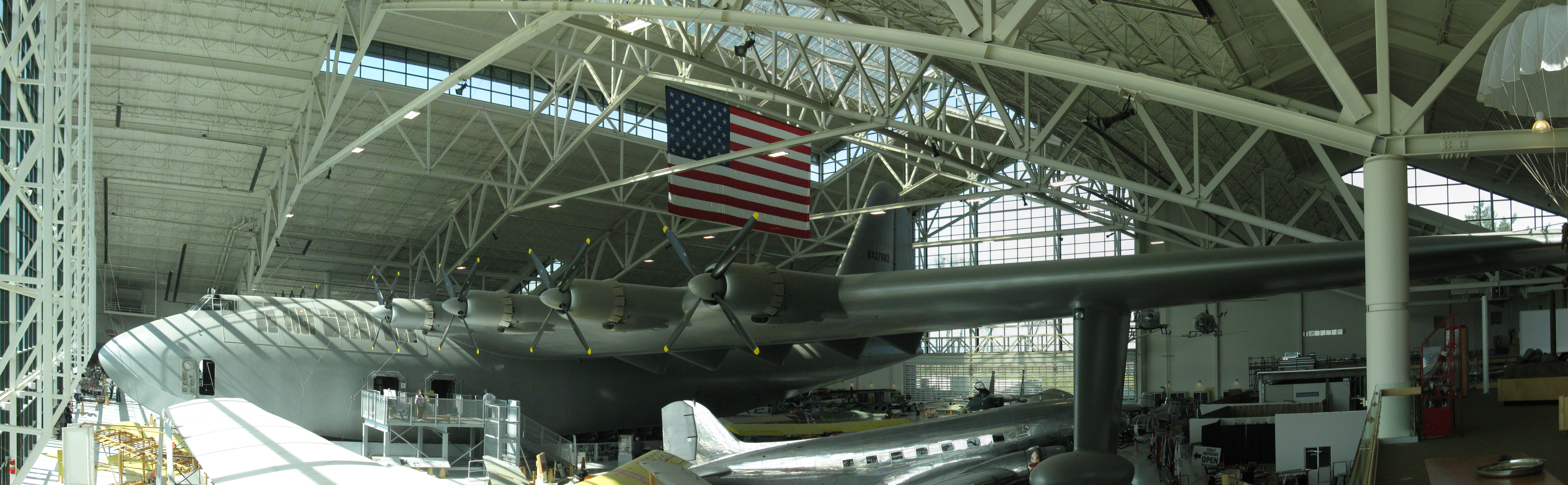
L'avion à l'Evergreen Aviation & Space Museum de McMinnville

L'unique exemplaire du H-4 Hercules est conservé en état de voler aux frais d'Howard Hughes dans un hangar climatisé jusqu'à sa mort, en 1976, soit pendant trente ans. 
Le 3 juillet 1980, la société Wrather Company de Jack Wrather confirme être l'un des investisseurs ayant proposé d'acheter le Queen Mary et différentes propriétés du port de Long Beach à l'embouchure du fleuve Los Angeles. La commission portuaire doit se réunir le 14 juillet pour statuer sur les enchères lancées en mars 1978. Elles comprennent aussi l'achat ou la gestion du Spruce Goose installé sous un dôme à côté du navire. Le 1er septembre 1980, la société Wrather Company de Jack Wrather devient le propriétaire du Queen Mary et des diverses propriétés autour dont un hangar en forme de dôme qui doit accueillir le Spruce Goose à partir d'octobre. Wrather prévoit de développer une marina de 235 acres (951 011 m2) autour du Queen Mary ainsi qu'une enveloppe de 9 millions d'USD pour le Spruce Goose et elle peut stopper le projet sous 5 ans. L'exposition aérienne centrée autour du Spruce Goose ouvre le 14 mai 1983.
Le 21 janvier 1988, la Walt Disney Company signe le rachat des possessions de la Wrather Company pour 152 millions de dollars et 89 millions de dette. En 1992, Disney revend les propriétés de Long Beach de l'ex-Wrather Company à la ville de Long Beach et offre l'avion au Evergreen Aviation & Space Museum à McMinnville, dans l'Oregon (États-Unis).

## Dans les arts et la culture populaire

### Filmographie

#### Cinéma
- Dans le film Tucker de Coppola (1988) dédié au constructeur automobile éponyme, Howard Hughes contacte puis rencontre Preston Tucker dans le hangar où est conservé le H-4 Hercules. On aperçoit l'avion au second plan.
- On peut le voir, reproduit à une plus petite échelle, dans le film de Disney The Rocketeer sorti en 1991.
- L'avion apparaît dans Aviator de Scorsese (2004). On peut y voir sa construction et son premier (et unique) vol.

#### Télévision
- L'avion fait son apparition dans le dessin animé Yogi l'ours, où il est au centre d'un épisode. Les caractères, et les détails sont représentés de manière très fidèle, aussi bien à l'intérieur qu'à l'extérieur. Il est piloté par Yogi, secondé de Boubou, les héros du dessin animé.
- Dans l'épisode de la 16e saison des Simpson, Papy fait de la contrebande / On trouve de tout, même un pays, une parodie de l'avion, nommée « Plywood Pellican » (en français : « pélican en contreplaqué »), est pilotée par M. Burns.
- Dans l'épisode 44 de la saison 1 de la série Super Balou (1990) un bal est organisé dans un avion géant n'ayant jamais volé et ayant la forme d'un élan. Son nom, le « Spruce Moose » fait référence au surnom du H4 Hercules, le « Spruce Goose ».
- Dans l'épisode De Plane! De Plane! du dessin animé de Disney Phinéas et Ferb, les deux héros le construisent en papier mâché mais avec une envergure de 94,55 mètres pour que leur réplique soit le plus grand avion du monde. Phineas Flynn s'écrie « Eat your heart out, Howard Hughes! »[14].
- Il apparaît dans la série Leverage saison 5, épisode 1.

### Littérature

#### Bande dessinée
- Dans  Airblues 1947 au Zéphyr Éditions, il occupe une place prépondérante, comme moyen de transport sur une dizaine de pages.
- L'avion apparaît dans le tome 6, Fordlandia, de la bande dessinée Le Marsupilami, où il se retrouve converti en Arche de Noé et rebaptisé « Oie de sapin » pour l'occasion.

### Jeu vidéo
- Dans Crimson Skies, l'avion fait partie d'une mission consistant à le voler.
- On aperçoit le H-4 Hercules dans L.A. Noire, un jeu vidéo édité par Rockstar Games. Lors d'une mission uniquement téléchargeable en ligne, l'avion est présenté au personnage incarné par le joueur (Phelps) et à son coéquipier virtuel (Biggs) par un haut-cadre fictif de Hughes Aircraft chargé de la sécurité. Vernon Mapes, de son nom, déclare à Cole Phelps et Herschel Biggs de ne pas appeler le H-4 par « Spruce Goose », car Howard Hughes déteste ce nom-là.
- Si l’on admet l’idée que Microsoft Flight Simulator peut être considéré comme un média culturel, il est notable que le H-4 Hercules a été ajouté aux avions disponibles à l’occasion d’un update en novembre 2022, célébrant les 40 ans de Microsoft Flight Simulator, entre autres avions historiques.